# 제1세계현장의료실험실
제1세계현장의료실험실(영어: 1st Global Field Medical Laboratory (1st GFML)) 메릴랜드주 에버딘 시험장에 근거지를 두고 있는 제20CBRNE사령부 및 제44의무여단 산하에 있는 미국 육군 육군의무부의 의학 연구 조직이다. 화학, 생물, 방사선, 핵(CBRN) 위기에서의 전력 방호 지원 및 WMD 대응 임무을 수행하며, 제20CBRNE사령부와 함께 한미 연합훈련에 참가하고 있다.
별명은 "Solider Scientist", 표어는 "Prepared for All Things".

## 역사
부대는 1933년 10월 1일에 정규군 소속 제1의무실험실로 제정되었으나 조직화 단계까지는 가지 않았다.
미국의 참전 선언 이후의 1942년 3월 20일에 텍사스주의 포트 샘 휴스턴에서 창설되어, 미국 육군 유럽 작전전구 산하에서 유럽 전구의 이탈리아 전역, 중앙 유럽 전역을 종군하였고, 독일에서 1945년 5월 1일에 해산하였다.
1951년 11월 1일에서 1955년 1월 28일까지 6.25 전쟁을 종군하고 주한 미군으로서 잠시 동안 한반도에 주둔하였다.
1962년 10월 22일, 워싱턴 D.C.의 월터 리드 육군 의료원에서 재소집되어, 베트남 전쟁에 본격적으로 개입하게 되면서 남베트남 공화국에 배치되었고, 1970년 2월 6일 현지에서 해산하였다.
1976년 6월 21일, 펜실베이니아주 토비한나 육군창에서 재소집, 1993년 6월 15일 텍사스주 포트 후드에서 해산하였다.
2004년 9월 16일, 메릴랜드주 애버딘 시험장에서 재소집되었다.
서아프리카에서 에볼라 바이러스가 유행하자, 미군은 인도주의 작전인 연합원조작전을 집행하여 가장 바이러스 피해가 큰 라이베리아에 파견하였다. 해군의료연구소와 함께 adHoc 부대인 "Task Force Scientist 태스크포스 사이언티스트[*]"를 편성한 제1의료실험실은 "Army expeditionary laboratory unit"→육군원정실험실부대로서 에볼라 방역 및 감염된 환자를 치료할 수 있도록 바이러스를 분석 및 실험하는 임무를 수행하였다. 2014년 10월부터 4개월 간의 배치를 마치고 2015년 3월 23일에 귀환하였다.
2019년에 발생한 COVID-19가 2020년부터 미국 본토에도 범유행하기 시작하자, COVID-19의 게놈 대한민국로 건너가 캠프 험프리스 안의 브라이언 D. 올굿 육군 지역병원에서 COVID-19의 실험을 지원하였다.
2024년 10월 24일, 공식적으로 조직의 이름이 제1세계현장의료실험실로 개명되었다.

## 기록

### 계보
- 1933년 10월 1일, 1st Medical Laboratory→제1의료실험실
정규군 배정.
- 1944년 10월 25일, 1st Medical Service Detachment→제1의무근무분견대
- 1945년 5월 1일, 1st Medical Laboratory→제1의료실험실
- 1951년 9월 27일, 1st Medical Field Laboratory, Army→육군, 제1의료현장실험실
- 1954년 4월 1일, 1st Medical Laboratory→제1의료실험실
- 2024년 10월 24일, 1st Global Field Medical Laboratory→제1세계현장의료실험실

### 참전
| 스트리머 그림 | 스트리머 이름                      | 내역 |
| ------------- | ---------------------------------- | --- |
|               | 제2차 세계 대전 유럽-아프리카-중동 | - 튀니지 - Naples-Foggia - Rome-Arno - Southern France - Rhineland - Ardennes-Alsace - Central Europe        |
|               | 한국 전쟁                          | - UN 하계-추계 공세 - 두번째 한국의 겨울 - 1952년 한국의 하계-추계 - 세번째 한국의 겨울 - 1953년 한국의 하계 |
|               | 베트남 전쟁                        | - 반격, 제5(V)단계 - 반격, 제6(VI)단계 - 테트 69/대공세 - 1969년 하계-추계 - 1970년 동계-춘계                |

### 스트리머
| 스트리머 그림 | 스트리머 이름       | 내역                                    | 명령서 | Ref   |
| ------------- | ------------------- | --------------------------------------- | ------ | ----- |
|               | 공로부대표창 (육군) | 한국, 1951년 ~ 1952년                   |        |       |
|               | 공로부대표창 (육군) | 한국, 1953년 ~ 1954년                   |        |       |
|               | 공로부대표창 (육군) | 베트남, 1968년 ~ 1970년                 |        |       |
|               | 육군우수부대표창    | 라이베리아, 연합원조작전, 2014년-2015년 |        | [ 5 ] |

## 인용
1. ↑  Ham IV, Walter T. (2015년 1월 9일). “Medical laboratory leads task force in Liberia” (미국 영어). 20th CBRNE Command Public Affairs. 2025년 3월 28일에 확인함.
2. ↑  Pellerin, Cheryl (2014년 10월 31일). “Army Expeditionary Laboratory Team to Deploy to Liberia” (미국 영어). DOD News. 2025년 3월 28일에 확인함.
3. ↑  “1st Area Medical Laboratory Returns from Liberia” (미국 영어). CBRNE Central. 2015년 3월 25일. 2025년 3월 28일에 확인함.
4. ↑  Ham IV, Walter T. (2024년 10월 24일). “Deployable medical unit officially changes name to 1st Global Field Medical Laboratory” (미국 영어). United Staes Army Public affair office. 2025년 3월 28일에 확인함.
5. ↑  Lilley, Kevin (2016년 1월 30일). “Army lab unit earns award for Ebola response in Liberia” (미국 영어). ArmyTimes.

## 참고 자료
- “1st Medical Laboratory (Soldier Scientists)” (영어). 2024년 8월 27일에 원본 문서에서 보존된 문서. 2025년 3월 28일에 확인함.